# 11 de junio
El 11 de junio es el 162.º (centésimo sexagésimo segundo) día del año en el calendario gregoriano y el 163.º en los años bisiestos. Quedan 203 días para finalizar el año.

## Acontecimientos
- 1691 a. C.: eclipse lunar 32 del ciclo Saros.[1]
- 1184 a. C.: según los cálculos de Eratóstenes, finaliza la Guerra de Troya (los aqueos saquean y destruyen la ciudad de Troya).
- 173: en el marco de las Guerras marcomanas, el ejército romano en Moravia es rodeado por el Quadi, que ha roto el tratado de la paz (171). En una violenta tormenta, el emperador Marco Aurelio los derrota y los somete en el llamado "milagro de la lluvia".
- 631: el emperador Li Shimin, emperador de China, envía emisarios al Xueyantuo que llevan oro y seda para buscar la liberación de los prisioneros chinos esclavizados capturados durante la transición de Sui a Tang desde la frontera norte; esta embajada logró liberar a 80,000 hombres y mujeres chinos que luego fueron devueltos a China.
- 1429: en el marco de la guerra de los Cien Años, comienza la Batalla de Jargeau.
- 1485: en Marbella el alcaide musulmán Mohammad Abuneza se rinde a los Reyes Católicos entregándoles las llaves de la ciudad.
- 1496: a Cádiz (España) regresa Cristóbal Colón de su segundo viaje a América.
- 1509: en Inglaterra se celebra el matrimonio entre Enrique VIII de Inglaterra y Catalina de Aragón.
- 1580: en la actual Buenos Aires, el conquistador español Juan de Garay refunda la Ciudad de la Trinidad, puerto de Santa María de los Buenos Aires.
- 1585: Se registra un terremoto de magnitud entre 9.2 y 9.3 en las islas Aleutianas que provoca un gran tsunami.
- 1594: Felipe II reconoce los derechos y privilegios de los aristócratas de Filipinas, que crea la Principalía.
- 1614: el corsario neerlandés Joris van Spilbergen bombardea el puerto de Valparaíso.
- 1615: el capitán Pedro Lucio Escalante y Mendoza funda Santa María de la Guardia y Mendoza (hoy Comarapa), en los valles cruceños de la actual Bolivia, durante la época virreinal de la monarquía hispánica.
- 1638: entre Quebec y Montreal (Canadá) sucede un terremoto, que posiblemente no deja víctimas fatales.[2]
- 1641: en Caracas (Venezuela) un terremoto destruye la ciudad. 10 000 muertos.
- 1762: en La Habana (Cuba), tropas británicas toman La Cabaña, uno de los fuertes más importantes.
- 1770: en Australia James Cook descubre la Gran barrera de coral.
- 1774: en Argel, los judíos escapan de los ataques de la armada española
- 1776: el Congreso Continental nombra a Thomas Jefferson, John Adams, Benjamin Franklin, Roger Sherman y Robert R. Livingston miembros del comité para declarar la independencia.
- 1783: el volcán Laki, en Islandia ―que había entrado en actividad tres días antes― experimenta una segunda explosión violenta. La erupción continua en los próximos 8 meses mataría al 20 % de los islandeses y en los dos años siguientes causa una gran hambruna, dejando un saldo de 6 millones de muertes en todo el mundo. Se ha descrito como «una de las mayores catástrofes medioambientales en la Historia europea».
- 1788: el explorador ruso Gerasim Izmailov llega a Alaska.
- 1823: las Cortes españolas declaran a Fernando VII inhábil para reinar y se forma una regencia compuesta por Valdés, Siscar y Vigodet.
- 1826: en el Río de la Plata, el almirante argentino-irlandés Guillermo Brown, al mando de cuatro buques, pone a la fuga a una escuadra del Imperio del Brasil que bloqueaba el puerto de Buenos Aires. (Combate de Los Pozos).
- 1830: en el paraje El Chacay, 13 km al norte del fortín Malargüe (Argentina) los caciques pehuenches Coleto y Mulato ―bajo las órdenes de los Hermanos Pincheira― matan al gobernador federal Juan Corvalán (43), al diputado Juan Agustín Maza (46) y al coronel José Aldao (42).
- 1838: en Bélgica sucede un terremoto.
- 1873: en España se proclama la República Federal bajo la presidencia de Francisco Pi y Margall.
- 1888: en Colonia Valdense (Uruguay) se funda el liceo Daniel Armand Ugón.
- 1892 en Nueva York un grupo de patriotas puertorriqueños crea la bandera de Puerto Rico

🇵🇷 el 11 de junio de 1892 para representar a la nación puertorriqueña viviendo en igualdad de libertad con todas las naciones libres del mundo.
- 1895: en Francia se celebra la primera carrera de automóviles de la historia: París-Burdeos-París.
- 1898: en el marco de la guerra de Cuba, la marina estadounidense zarpa con destino a la isla.
- 1900: en el Vaticano, el papa León XIII, de acuerdo con su doctrina revelada en la encíclica Annun Sacrum, consagra el género humano al Sagrado Corazón de Jesús.
- 1901: Nueva Zelanda se anexiona las islas Cook.
- 1903: en Belgrado mueren asesinados Alejandro I Obrenovich (rey de Serbia) y su esposa.
- 1904: en Buenos Aires se funda el Automóvil Club Argentino.
- 1915: los británicos conquistan la colonia alemana de Camerún.
- 1926: en España comienza a funcionar operativamente la Caja de Ahorros Municipal de Burgos (Caja de Burgos) por iniciativa del Ayuntamiento de la ciudad.
- 1933: los aviadores españoles Mariano Barberán y Joaquín Collar, con el avión Cuatro Vientos, llegan a Camagüey (Cuba) desde Sevilla con la plusmarca mundial de vuelo sin escala sobre el mar.
- 1935: en Alpine (Nueva Jersey), el inventor Edwin Armstrong realiza su primera demostración pública de la FM (frecuencia modulada).
- 1937: en la Unión Soviética, Iósif Stalin ejecuta a ocho generales.
- 1940: el Reino Unido, Canadá, Australia y Nueva Zelanda declaran la guerra a Italia.
- 1940: primeros ataques de la aviación italiana a la isla de Malta.
- 1943: la ciudad de Düsseldorf (Alemania) es bombardeada por aviones del ejército aliado.
- 1950: el pintor Henri Matisse recibe el Gran Premio de la Bienal de Venecia.
- 1955: ocurre el Desastre de Le Mans donde mueren 82 espectadores además del piloto Pierre Levegh tras explotar su vehículo en las tribunas.
- 1956: en el atolón Bikini, Estados Unidos detona la bomba atómica Flathead (nombre de una etnia de nativos americanos), de 365 kilotones, la 7.ª de las 17 de la operación Redwing.

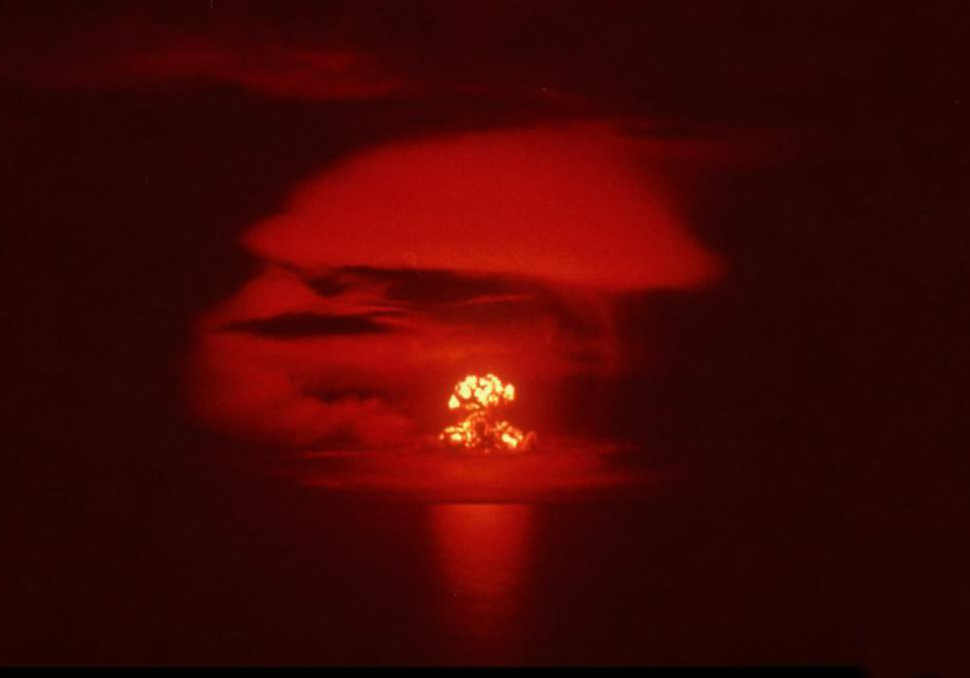
Explosión de la bomba de hidrógeno Blackfoot, en 1956. Fue la bomba n.º 78 de las 1127 que Estados Unidos detonó entre 1945 y 1992.

- 1956: en el atolón Enewetak (340 km al oeste del anterior), Estados Unidos detona la bomba atómica Blackfoot (nombre de una etnia de nativos americanos), de 8 kilotones, la 8.ª de las 17 de la operación Redwing.
- 1962: en EE. UU. Frank Morris, John Anglin y Clarence Anglin se convierten en los únicos prisioneros que logran escapar de la prisión de la isla de Alcatraz.
- 1963: el monje budista Thich Quang Duc se inmola en un cruce de Saigón como protesta por el ataque a la libertad de credo en Vietnam contra crisis budista.
- 1973: en España se forma el XIII Gobierno nacional, presidido por Luis Carrero Blanco.
- 1980: Buenos Aires celebra el cuarto centenario de la fundación de la ciudad. Argentina recibe importantes créditos del FMI (Fondo Monetario Internacional) y del Banco Mundial, con los que se duplica la deuda externa.
- 1982: en el marco de la guerra de las Malvinas, el papa Juan Pablo II visita Argentina.
- 1987: en el Reino Unido, Margaret Thatcher inicia su tercer mandato.
- 1988: se menciona por primera vez el término GPL (del inglés General Public License: ‘licencia pública general’).
- 1991: Microsoft lanza al mercado el sistema operativo MS-DOS 5.0.
- 1998: el brasileño João Havelange deja la presidencia de la FIFA.
- 1999: en Kosovo, tropas rusas entran sorpresivamente en territorio de Yugoslavia, en la región de Pristina (capital de Kosovo).
- 1999: en Santiago de Chile, se lleva adelante la fundación de la Confederación Interamericana de Scouts Independientes CISI.
- 2001: en EE. UU., el terrorista Timothy McVeigh es ejecutado por su intervención en el atentado de Oklahoma.
- 2002: el Congreso de Estados Unidos reconoce que el italiano Antonio Meucci (y no el estadounidense Alexander Graham Bell) inventó el teléfono.
- 2004: en la Catedral Nacional de Washington se ofician los funerales de Ronald Reagan.
- 2005: el G8 acuerda cancelar la deuda que tenían con ellos los 18 países más pobres.
- 2010: en Sudáfrica comenzó la Copa del Mundo 2010, el primer mundial de fútbol en la historia disputado en tierras africanas y el segundo fuera de Europa / América tras Corea / Japón 2002.
- 2015: en Santiago de Chile dio inicio la Copa América de Fútbol 2015.
- 2020: en Bogotá (Colombia), Luis José Rueda Aparicio se posesiona como arzobispo de Bogotá.
- 2021: Se da comienzo a la edición 2020 (pospuesta por un año debido a la pandemia de COVID-19) de la Eurocopa de fútbol.
- 2023: en Buenos Aires (Argentina), Uruguay gana la Copa Mundial de Fútbol Sub-20.
- 2026: En México será inaugurado Copa del Mundo 2026, siendo histórico al ser el primero con 48 selecciones, sede en tres países (México, Estados Unidos y Canadá respectivamente), siendo México el primer país en tener 3 mundiales tras las ediciones de 1970 y 1986, y en ser inaugurado por una mujer.

## Nacimientos
- 965: Hisham II, califa hispano-cordobés (f. 1013).
- 1456: Ana Neville, esposa de Ricardo III de Inglaterra (f. 1485).
- 1519: Cosme I de Médicis, duque de Florencia (f. 1574).
- 1555: Ludovico Zacconi, compositor, monje agustino y teórico italiano (f. 1627).
- 1572: Ben Jonson, dramaturgo, poeta y actor británico (f. 1637).
- 1672: Francesco Antonio Bonporti, obispo y compositor aficionado italiano (f. 1749).
- 1704: Carlos Seixas, compositor portugués (f. 1742).
- 1737: Francisco de Biedma y Narváez, marino y explorador español (f. 1809).
- 1754: Anton Anreith, escultor alemán residente en Sudáfrica (f. 1822).

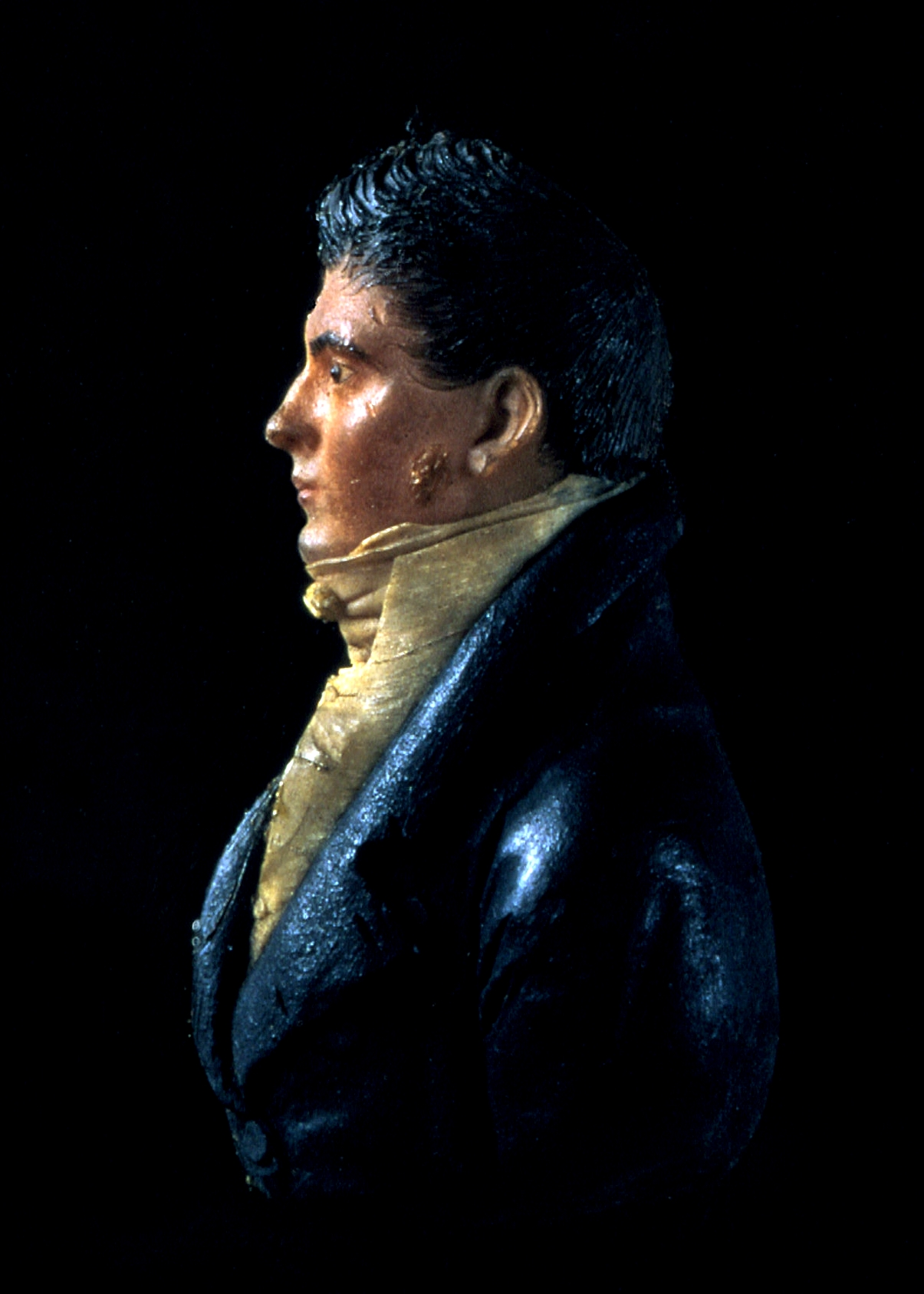
James Hoban

- 1758: James Hoban, arquitecto irlandés, diseñador de la Casa Blanca (f. 1831).
- 1776: John Constable, pintor británico especializado en paisajes (f. 1837).
- 1787: Manuel Dorrego, militar argentino (f. 1828).[3]
- 1797: José Trinidad Reyes, prócer hondureño (f. 1855).
- 1806: Felipe Pardo y Aliaga, escritor peruano (f. 1898).
- 1809: Juan Antonio Pezet, militar y político peruano (f. 1879).
- 1811: Visarión Belinski, crítico literario, periodista, lingüista y filósofo ruso de tendencia occidentalizante (f. 1848).
- 1811: Johann Georg von Hahn, diplomático y filólogo austríaco (f. 1869).
- 1815: Julia Margaret Cameron, fotógrafa británica (f. 1879).
- 1818: Alexander Bain, filósofo británico (f. 1903).
- 1820: Vincent Barón, actor y escultor francés (f. 1892).
- 1830: Juan Rege Corvalán, militar y político argentino; asesinado (n. 1787).
- 1830: Miguel Iglesias, militar y político peruano (f. 1909).
- 1837: Nicolas-Jean Boulay, biólogo y arqueólogo francés (f. 1905).
- 1838: Mariano Fortuny, pintor español (f. 1874).
- 1842: Carl von Linde, ingeniero y empresario alemán (f. 1934).
- 1846: Manuel Polo y Peyrolón, escritor y parlamentario carlista español (f. 1918).
- 1851: Mrs. Humphry Ward, escritora británica (f. 1920).
- 1860: Oda Krohg, pintora noruega (f. 1935).
- 1864: Richard Strauss, director de orquesta y compositor alemán (f. 1949).
- 1867: Violet Vanbrugh, actriz británica (f. 1942).
- 1867: Carlos Baca-Flor, pintor peruano (f. 1941).
- 1876: Alfred L. Kroeber, antropólogo estadounidense (f. 1960).
- 1877: Renée Vivien, poeta británico (f. 1909).
- 1880: Jeannette Rankin, político, feminista y pacifista estadounidense (f. 1973).
- 1883: John Treadwell Nichols, ictiólogo estadounidense (f. 1958).
- 1888: Bartolomeo Vanzetti, anarquista italiano (f. 1927).
- 1889: Anna Andréyevna Ajmátova, poetisa rusa (f. 1966).
- 1889: Joseph Lewis, librepensador ateo estadounidense (f. 1968).
- 1894: Ricardo Rendón, fue un caricaturista colombiano, considerado uno de los más destacados del siglo XX en su nación. (f. 1931).
- 1894: Kiichiro Toyoda, industrial japonés (f. 1952).
- 1894: Dai Vernon, mago canadiense (f. 1992).
- 1895: Nikolái Bulganin, político soviético (f. 1975).
- 1896: Juan L. Ortiz, escritor y poeta argentino (f. 1978).
- 1898: Domingo Mercante, militar y político argentino (f. 1976).
- 1899: Óscar Schnake, político chileno (f. 1976).
- 1899: Yasunari Kawabata, novelista japonés, premio nobel de literatura en 1968 (f. 1972).
- 1900: Leopoldo Marechal, novelista y dramaturgo argentino (f. 1970).
- 1900: Carmen Polo, aristócrata española, esposa de Francisco Franco (f. 1988).
- 1901: Viktor Kirílovich Baránov, militar soviético (f. 1970).
- 1909: Carlos Lemos, actor español (f. 1988).
- 1910: Carmine Cóppola, compositor, director de orquesta y pianista estadounidense (f. 1991).
- 1910: Jacques Cousteau, oceanógrafo y explorador francés (f. 1997).
- 1911: Manuel Ballesteros Gaibrois, historiador y antropólogo español (f. 2002).
- 1913: Risë Stevens, soprano estadounidense (f. 2013).
- 1914: Nené Cascallar, autora y guionista argentina (f. 1982).
- 1914: Gregorio López Raimundo, político español (f. 2007).
- 1915: José Caballero, pintor español (f. 1991).
- 1915: Nicholas Metropolis, matemático y físico estadounidense de origen griego (f. 1999).
- 1917: Jaime Duque Grisales, piloto colombiano, fundador del Parque Jaime Duque (f. 2007)
- 1917: Rubén López Sabariego, trabajador cubano (f. 1961), torturado y asesinado por oficiales estadounidenses en la base naval de Guantánamo.
- 1919: Luis Antonio Ferreyra, Fue un futbolista profesional.
- 1919: Richard Todd, actor irlandés (f. 2009).
- 1920: Hazel Scott, pianista, cantante de jazz y música clásica, y actriz afroestadounidense, nacida en Trinidad y Tobago (f. 1981).
- 1920: Mahendra Bir Bikram Shah, aristócrata nepalí, «rey» entre 1955 a 1972 (f. 1972).
- 1922: John Bromfield, actor estadounidense (f. 2005).
- 1922: Erving Goffman, sociólogo y escritor canadiense (f. 1982).
- 1922: Michael Cacoyannis, cineasta chipriota (f. 2011).
- 1924: Jovita Luna, actriz, cantante y vedette argentina (f. 2006).
- 1925: William Styron, escritor estadounidense (f. 2006).
- 1927: German Lopezarias, periodista español (f. 2003).
- 1928: Salvador Garmendia, escritor venezolano (f. 2001).
- 1928: Fabiola de Mora y Aragón, aristócrata española, esposa del rey Balduino de Bélgica entre 1960 y 1993 (f. 2014).
- 1929: Antonio Pujia, escultor italo-argentino (f. 2018).
- 1932: Francisco Caamaño, político dominicano (f. 1973).
- 1933: Gene Wilder, actor estadounidense (f. 2016).
- 1934: Enrique de Laborde de Monpezat, príncipe consorte de Dinamarca (f. 2018).
- 1934: Jerry Uelsmann, fotógrafo estadounidense (f. 2022).
- 1935: Núria Espert, directora de teatro y actriz española.
- 1935: Eulogio Martínez, futbolista paraguayo (f. 1984).
- 1936: Jaime Camino, cineasta y guionista español (f. 2015).
- 1936: Chad Everett, actor estadounidense (f. 2012).
- 1936: José Manuel Pesudo, futbolista español (f. 2003).
- 1937: Robin Warren, médico australiano, premio nobel de medicina en 2005.
- 1937: Johnny Brown, actor estadounidense (f. 2022).
- 1939: Jackie Stewart, piloto de automovilismo británico.
- 1940: Phelekezela Mphoko, político zimbabuense, presidente de Zimbabue en 2017 (f. 2024).
- 1940: Pedrito González, futbolista español (f. 2019).
- 1942: Cacho Castaña, compositor, cantante y actor argentino (f. 2019).
- 1945: Adrienne Barbeau, actriz estadounidense.
- 1949: Frank Beard, baterista estadounidense, de la banda ZZ Top.
- 1949: Tom Pryce, piloto galés-británico de Fórmula 1 (f. 1977).
- 1949: Denisse de Kalafe, cantante y compositora mexicana de origen brasileño.
- 1956: Joe Montana, jugador estadounidense de fútbol americano.
- 1956: Lucero Gómez, actriz y humorista colombiana (f. 2020).
- 1958: Jamaaladeen Tacuma, músico estadounidense.
- 1958: Rafael Sánchez Navarro, actor mexicano.
- 1959: Hugh Laurie, actor británico.
- 1961: María Barranco, actriz española.
- 1962: Gabriel Elorriaga Pisarik, político español.
- 1962: Geraldo Francisco dos Santos, futbolista brasileño (f. 2021).
- 1962: Toshihiko Seki, Seiyū japonés.
- 1964: Jean Alesi, piloto francés de Fórmula 1.
- 1964: Carlos Barragán: periodista, humorista y guionista argentino.
- 1965: Nacho Gadano, actor argentino.
- 1965: Manuel Uribe Garza, ciudadano mexicano, tercera persona más pesada de la historia (f. 2014).
- 1968: Alois de Liechtenstein, príncipe liechtensteiniano.
- 1969: Peter Dinklage, actor estadounidense.
- 1969: Steven Drozd, baterista estadounidense, de la banda The Flaming Lips.
- 1969: Jorge Baradit, escritor chileno.
- 1970: Chris Rice, cantante estadounidense.
- 1970: Alex Kendrick, director de cine, productor, actor y pastor cristiano bautista estadounidense.
- 1970: Dmitri Utkin, militar ruso (f. 2023).
- 1971: Takehito Suzuki, futbolista japonés.
- 1973: Arílson, futbolista brasileño.
- 1975: Choi Ji Woo, actriz y modelo surcoreana.
- 1975: Vilma Sotomayor, actriz ecuatoriana.
- 1977: Ryan Dunn, actor estadounidense (f. 2011).
- 1977: Julio Voltio, cantante puertorriqueño.
- 1977: Rebeca Escribens, actriz y presentadora peruana.
- 1978: Joshua Jackson, actor canadiense.
- 1978: Julio Bascuñán, árbitro de fútbol chileno.
- 1979: Ricardo Ferreira Berna, futbolista brasileño.
- 1979: Danilo, futbolista brasileño.
- 1980: Antonio Bocchetti, futbolista italiano.
- 1980: Pattara Piyapatrakitti, futbolista tailandés.
- 1981: Emiliano Moretti, futbolista italiano.
- 1981: José Francisco Mora, futbolista español.
- 1982: Joey Graham, baloncestista estadounidense.
- 1982: Diana Taurasi, baloncestista estadounidense.
- 1983: Denis Malinin, futbolista kazajo.
- 1983: Yoshiaki Ōta, futbolista japonés.
- 1983: Kei Yamaguchi, futbolista japonés.
- 1983: Sho Gokyu, futbolista japonés.
- 1984: Vágner Love, futbolista brasileño.
- 1984: Bruno Ferraz das Neves, futbolista brasileño.
- 1984: Márcio Araújo, futbolista brasileño.
- 1984: Štěpán Kučera, futbolista checo.
- 1985: Violeta Isfel, actriz mexicana.
- 1985: Tim Hoogland, futbolista alemán.
- 1986: Fabio Duarte, ciclista colombiano.
- 1986: Shia LaBeouf, actor estadounidense.
- 1986: Leon Jessen, futbolista danés.
- 1987: Ezequiel Carrera, beisbolista venezolano.
- 1987: Maurício Aparecido Maciel Leal, futbolista brasileño.
- 1987: Anthony Weber, futbolista francés.
- 1988: Yui Aragaki, actriz, cantante y modelo japonesa.
- 1988: Marcos Antônio Nascimento Santos, futbolista brasileño.
- 1988: Jesús Fernández, futbolista español.
- 1988: Gervais Waye-Hive, futbolista seychellense.
- 1988: Claire Holt, actriz y modelo australiana.
- 1989: Lorenzo Ariaudo, futbolista italiano.
- 1989: Fagner Conserva Lemos, futbolista brasileño.
- 1990: Sherina Munaf, actriz y cantante indonesia.
- 1992: Eugene Simon, actor británico.
- 1992: Davide Zappacosta, futbolista italiano.
- 1993: Ken Tajiri, futbolista japonés.
- 1994: Ivana Baquero, actriz española.
- 1994: Tomasz Kędziora, futbolista polaco.
- 1995: Russell Canouse, futbolista estadounidense.
- 1995: Walid Azarou, futbolista marroquí.
- 1995: Temma Matsuda, futbolista japonés.
- 1995: Yasuto Wakizaka, futbolista japonés.
- 1995: Jackson Chirwa, futbolista zambiano.
- 1996: Philip Billing, futbolista danés.
- 1996: Masataka Nishimoto, futbolista japonés.
- 1996: Vinícius Moreira de Lima, futbolista brasileño.
- 1996: Raniel, futbolista brasileño.
- 1997: Andre Shinyashiki, futbolista brasileño.
- 1997: Jorja Smith, cantante británica.
- 1997: Unai Simón, futbolista español.
- 1997: Fran Čubranić, waterpolista croata.
- 1997: María de Nati, actriz española.
- 1997: Sadie Robertson, actriz estadounidense.
- 1997: Max Schuemann, beisbolista estadounidense.
- 1997: Davis Daniel, beisbolista estadounidense.
- 1997: MaCio Teague, baloncestista estadounidense.
- 1997: Matt Peart, jugador de fútbol americano jamaicano.
- 1997: Eryk Williamson, futbolista estadounidense.
- 1998: Benedetta Porcaroli, actriz italiana.
- 1998: Reggie Cannon, futbolista estadounidense.
- 1998: Charlie Tahan, actor estadounidense.
- 1998: Patrycja Adamkiewicz, taekwondista polaca.
- 1998: Franco Petroli, futbolista argentino.
- 1998: Rebecca Borga, atleta italiana.
- 1998: Wilma Murto, atleta finlandesa.
- 1998: Faustino Dettler, futbolista argentino.
- 1998: Brandon McCoy, baloncestista estadounidense.
- 1998: Jhonny Quiñónez, futbolista ecuatoriano.
- 1998: Daniel Hoy, triatleta neozelandés.
- 1998: Justin Hoogma, futbolista neerlandés.
- 1998: Yuto Iwasaki, futbolista japonés.
- 1998: Pien Sanders, jugadora de hockey sobre césped neerlandesa.
- 1999: Katelyn Nacon, actriz y cantante estadounidense.
- 1999: Kai Havertz, futbolista alemán.
- 1999: Elias Valtonen, baloncestista finlandés.
- 1999: Elliot Gómez, futbolista español.
- 1999: Yuji Takeshima, futbolista japonés.
- 2000: Oleksandr Syrota, futbolista ucraniano.
- 2000: Lucy Hadaway, atleta británica.
- 2000: Yushi Yamaya, futbolista japonés.
- 2000: Fabian Norsten, balonmanista sueco.
- 2001: Nils Mortimer, futbolista español.
- 2001: Ben Waine, futbolista neozelandés.
- 2001: Riyo Kawamoto, futbolista japonés.
- 2002: Naím García, futbolista español.
- 2002: Lalo Aguilar, futbolista español.
- 2003: Breanna Yde, actriz australiana.
- 2003: Kayky, futbolista brasileño.
- 2003: Anton Efremov, futbolista ruso.
- 2007: Andrés Cuenca, futbolista español.

## Fallecimientos
- 323 a. C.: Alejandro Magno, rey macedonio (n. 356 a. C.).
- 1183: Enrique el Joven, aristócrata inglés, hijo de Enrique II (n. 1155).
- 1216: Enrique de Flandes, emperador del efímero Imperio latino de Constantinopla (f. 1176).
- 1488: Jacobo III, rey escocés entre 1460 y 1488 (f. 1451).
- 1557: Juan III, rey portugués entre 1521 y 1557 (f. 1502).
- 1560: María de Lorena, reina escocesa (f. 1515).
- 1695: André Félibien, arquitecto francés (f. 1619).
- 1727: Jorge I, aristócrata británico, rey entre 1714 y 1727 (n. 1660).
- 1796: Samuel Whitbread, político británico (n. 1720).
- 1799: Joaquín Toesca, arquitecto italiano expatriado en Chile (n. 1745).
- 1800: Margarethe Danzi, compositora y soprano alemana (n.1768).
- 1825: Daniel D. Tompkins, vicepresidente estadounidense (n. 1774).
- 1830: José Aldao, militar argentino; asesinado (n. 1788).
- 1830: Juan Corvalán (43), militar y político argentino; asesinado (n. 1787).
- 1830: Juan Agustín Maza (46), diputado argentino; asesinado (n. 1784).
- 1847: John Franklin, explorador estadounidense (n. 1786).
- 1848: José Ignacio Eyzaguirre Arechavala, político chileno (n. 1779).
- 1852: Karl Briulov, pintor ruso (n. 1799).
- 1878: Eulalia Pérez de Guillén Mariné, partera, mayordoma y supercentenaria mexicana (n. hacia 1766).
- 1879: Guillermo de Países Bajos, aristócrata neerlandés, heredero al trono (n. 1840).
- 1882: Louis Maigret, prelado romano (n. 1804).[cita requerida]
- 1891: Medardo Sanmartí escultor español (n. 1855).
- 1894: Federico Madrazo, pintor español (n. 1815).
- 1903: Alejandro I Obrenovich, rey serbio (n. 1876).
- 1911: James Curtis Hepburn, misionero y lingüista estadounidense (n. 1815).
- 1924: Théodore Dubois, músico y compositor francés (n. 1837).
- 1924: Ramón Gómez Ferrer, médico español (n. 1864).
- 1924: Giacomo Matteotti, político socialista italiano (n. 1885).
- 1934: Lev Vygotski, psicólogo soviético-bielorruso (n. 1896).
- 1936: Robert E. Howard, autor estadounidense (n. 1906).
- 1937: R. J. Mitchell, diseñador británico de aviones (n. 1895).
- 1942: Bernabé Piedrabuena, obispo español (n. 1863).
- 1954: León Droz Blanco, militar venezolano (n. 1925).
- 1955: Marcel Samuel-Rousseau, compositor, organista y director de orquesta francés (n. 1882).
- 1955: Pierre Levegh, piloto de automovilismo francés (n. 1905).
- 1957: Vito Alessio Robles, militar, político, escritor, historiador, diplomático, periodista y académico mexicano (n. 1879).
- 1958: Clarence DeMar, atleta estadounidense (n. 1888).
- 1960: Joaquín Otamendi, arquitecto español (n. 1874).
- 1963: Thich Quang Duc, monje budista vietnamita (n. 1897).
- 1964: Federico García Sanchiz, intelectual español (n. 1886).
- 1966: Wallace Ford, actor británico (n. 1898).
- 1970: Alexander Kerensky, político soviético (n. 1881).
- 1970: Frank Silvera, actor de carácter y director teatral estadounidense de origen jamaicano. (n. 1914)
- 1970: Frank Laubach, misionero estadounidense en Filipinas (n. 1884).
- 1971: José María Iribarren, abogado, periodista, lexicógrafo, paremiólogo y escritor español (n. 1906).
- 1972: Jo Bonnier, piloto sueco de automovilismo (n. 1930).
- 1974: Eurico Gaspar Dutra, presidente brasileño entre 1946 y 1951 (n. 1883).
- 1974: Julius Evola, filósofo italiano (n. 1898).
- 1979: John Wayne, actor estadounidense (n. 1907).
- 1984: Enrico Berlinguer, político comunista italiano (n. 1922).
- 1985: Karen Ann Quinlan, joven estadounidense que quedó en coma debido a consumir barbitúricos junto con bebidas alcohólicas (n. 1954), importante figura en el debate sobre la eutanasia.
- 1988: Giuseppe Saragat, presidente italiano entre 1964 y 1971 (n. 1998).
- 1991: José Luis Martín Descalzo, escritor y periodista español (n. 1930).
- 1992: Rafael Orozco Maestre, cantautor de vallenato colombiano (n. 1954).
- 1992: Bob Sweeney, actor y director de cine estadounidense (n. 1918).
- 1993: Maruja Montes, actriz y vedette argentina (n. 1930).
- 1993: Julio Miranda, cantante y compositor venezolano de música llanera (n. 1953).
- 1995: Jorge Uscatescu, ensayista español de origen rumano (f. 1919).
- 1996: Brigitte Helm, actriz alemana (n. 1908).
- 1997: Gonzalo Fonseca, escultor uruguayo (n. 1922).
- 1997: Muzzy Marcellino, cantante estadounidense (n. 1912).
- 1999: DeForest Kelley, actor estadounidense (n. 1920); representó al médico Leonard McCoy en la serie Star Trek.
- 2001: Timothy McVeigh, terrorista estadounidense de derechas (n. 1968).
- 2001: Amalia Mendoza, cantante mexicana (n. 1923).
- 2001: Cecilio Valverde Mazuelas, abogado y político español (n. 1927).
- 2001: Milan Pantić, periodista serbio (n. 1954).
- 2004: Xenofon Zolotas, economista y político griego (n. 1904).
- 2005: Vasco Gonçalves, militar y político portugués (n. 1921).
- 2005: Juan José Saer, escritor argentino (n. 1937).
- 2008: Võ Văn Kiệt, político vietnamita y primer ministro de Vietnam (n. 1922).
- 2011: Eliyahu M. Goldratt, físico y autor del TOC (n. 1947).
- 2011: Kurt Nielsen, tenista danés (n. 1930).
- 2011: Seth Putnam, músico estadounidense (n. 1968).
- 2012: Ann Rutherford, actriz estadounidense de origen canadiense (n. 1917).
- 2012: Teófilo Stevenson, boxeador cubano (n. 1952).
- 2013: Robert Fogel, historiador y economista estadounidense (n. 1926).
- 2014: Juan López Hita, futbolista español (n. 1944).
- 2014: Ruby Dee, actriz estadounidense (n. 1922).
- 2014: Rafael Frühbeck de Burgos, director de orquesta español (n. 1933).
- 2015: Virgil Riley Runnels Jr., luchador profesional estadounidense (n. 1945).
- 2015: Ron Moody, actor, compositor, cantante y escritor británico (n. 1924).
- 2015: Ornette Coleman, saxofonista, trompetista, violinista y compositor estadounidense de jazz (n. 1930).
- 2016: José Luis Armenteros, músico y compositor español (n.1943).
- 2016: Alberto Remedios, tenor británico (n. 1935).
- 2019: Francisco Miró-Quesada Cantuarias, filósofo, periodista y político peruano (n. 1918).
- 2019: Gabriele Grunewald, corredora profesional estadounidense (n. 1986).
- 2019: Germán Mazuelo-Leytón, escritor, profesor y catequista católico boliviano (n. 1955).
- 2020: Dennis O'Neil, escritor, editor de historietas y guionista de cómics estadounidense (n. 1939).
- 2020: Rodolfo Machado, actor argentino (n. 1937).
- 2021: Valentín de la Cruz, carmelita, historiador y profesor de historia español (n. 1928).
- 2023: Rubén Moya, actor de doblaje, conferencista y docente mexicano (n. 1960).
- 2025: Brian Wilson, músico, compositor e produtor americano (n. 1942).

## Celebraciones
- Día Internacional del Vino Rosado.[4]
El vino rosado ha incrementado su popularidad en los últimos años, en especial por tratarse de una bebida versátil que aporta un perfil tan interesante como su color y aromas.

Ecología
- Día Internacional del Lince.[5]
 El lince euroasiático fue en su día bastante común en la mayor parte de Europa. Sin embargo, las poblaciones originales se extinguieron en gran medida, y su abundancia se ha reducido drásticamente en los últimos dos siglos debido a la caza, los cambios en el paisaje y la fragmentación del hábitat, que dificultan la migración.
En España: el 12 de diciembre se celebra el Día del Lince Ibérico. Es una fecha creada en el año 2015, por iniciativa de la Consejería de Medio Ambiente y Ordenación del Territorio de la Junta de Andalucía, con la finalidad de visibilizar el peligro de extinción que acecha a esta especie.

Salud
- Día Mundial de la Lucha contra el Cáncer de próstata.[6][7][8]
- Día Internacional del Síndrome KBG.
Es una enfermedad rara que se origina por mutaciones en el gen ANKRD11, que se ubica en el cromosoma 16 y es el responsable de generar una proteína que se encuentra en las neuronas.

Compartidas
- Naciones Unidas:
  - Día Internacional del Juego.
El 14 de marzo de 2024, la ONU ha decidido proclamar oficialmente el Día Internacional del Juego, para su celebración el 11 de junio. Sin embargo, la Asociación Internacional de Ludotecas (ITLA) recuerda originalmente esta efeméride desde 1999 cada 28 de mayo. Por lo tanto, hay dos fechas del año que son remitidas -correctamente- como Día Internacional del Juego.

 Por países
(Por orden alfabético)
- Argentina: 
  - Día del Vecino.[9]
(aniversario de la segunda fundación de Buenos Aires).[10]
  - Día del Vidriero.
El 11 de junio de 1944 se instituyó en Argentina el Día del Vidriero con el objetivo de reconocer esta actividad profesional que combina la creatividad del artesano con la tecnología industrial aplicada a los materiales.
- Honduras:
  - Día del Estudiante.
(en honor a José Trinidad Reyes).[11]

Ancestrales 
- Imperio Romano:
  - Matralia.
En honor a Mater Matuta, diosa del amanecer.[12]

### Santoral católico

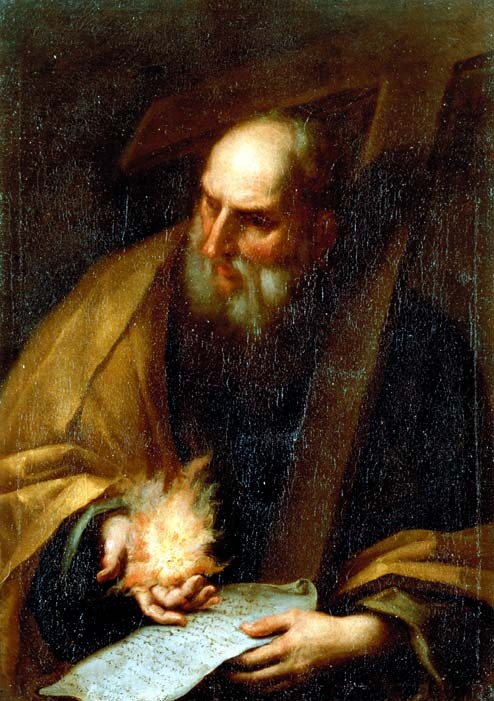
San Bernabé, apóstol, pintura de anónimo italiano.

- San Bernabé, apóstol (s. I).[13][14](imagen ilustrativa).
- San Máximo de Nápoles, obispo (s. IV).[14]
- San Remberto de Bremen, obispo de Hamburgo y Bremen (888).[14]
- Santa Alicia o Aleide de La Chambre, virgen (1250).[15]
- San Paris de Treviso, presbítero (1267).[14]
- San Juan de Sahagún (Juan González de Castrillo), presbítero (1479).
- Santa Rosa Francisca María de los Dolores (María Rosa Molas Vallvé), virgen (1876).[14]
- Santa Paula Frassinetti, virgen (1882).[14]
- Beato Bardón de Maguncia, obispo (1051).[14]
- Beata Iolanda de Gniezno, abadesa (1298).
- Beato Esteban Bandelli, presbítero (1450).[14]
- Beata María Schininà, virgen (1910).[14]
- Beato Ignacio Maloyan, obispo de Mardin, y mártir (1915).[14]

 Por países
(Por orden alfabético)
- España:
  - Jaén: Virgen de la Capilla.[16]
  - Logroño: Fiestas de San Bernabé.[17]